# Rio Preto da Eva (kommun)
Rio Preto da Eva är en kommun i Brasilien.   Den ligger i delstaten Amazonas, i den nordvästra delen av landet, 2 000 km nordväst om huvudstaden Brasília. Antalet invånare är 25 758.
Följande samhällen finns i Rio Preto da Eva:
- Rio Preto da Eva

I omgivningarna runt Rio Preto da Eva växer i huvudsak städsegrön lövskog. Runt Rio Preto da Eva är det mycket glesbefolkat, med 3 invånare per kvadratkilometer.